# It's Not Me, It's You
It's Not Me, It's You là album phòng thu thứ hai từ nữ ca sĩ-nhạc sĩ nhạc pop người Anh Lily Allen. Nó đã được phát hành ở Anh ngày 9 tháng 2 năm 2009 và ngày 10 tháng 2 ở Bắc Mỹ. Album đã đạt chứng nhận 3× Bạch kim bởi Ngành công nghiệp thu âm Anh ngày 5 tháng 2 năm 2010, với doanh số trên 900.000 bản tính riêng ở quốc gia này. Ở Úc, nó cũng đã nhận được chứng nhận 4× Bạch kim vào tháng 3 năm 2010 với doanh số trên 280.000 bản và có mặt trọn cả năm trên ARIA Charts.

## Thông tin
Tháng 4 năm 2008, Allen tuyên bố rằng cô sẽ có một "hướng đi mới" trong album tới. Một năm sau, trong số ra tháng 4 năm 2009 của tờ Teen Vogue, cô đã mô tả về âm hưởng của album mới là "khá vui nhộn" và có "rất nhiều thể loại nhạc khác nhau như nhạc đồng quê, jazz và điện tử". Cô tiếp tục nói rằng, "Tôi muốn làm một điều gì đó có thể nhảy được, làm những buổi biểu diễn thêm thú vị cho tôi và cho người xem".

Allen đã thu âm phần lớn album của mình tại Eagle Rock Studios ở Los Angeles với nhà sản xuất Greg Kurstin. Họ bắt đầu việc thu âm vào mùa thu 2007 và Allen đã phát biểu:
Chúng tôi quyết định thử và làm ra những âm thanh lớn hơn, nhiều những ca khúc hay hơn, những ca khúc thật sự. Tôi muốn làm việc với một người từ đầu đến cuối để để công việc được thống nhất. Tôi muốn nó nguyên vẹn. Tôi nhớ ca khúc đầu tiên chúng tôi thực hiện là "I Could Say", nó tạo cảm hứng cho cả album. Tôi nghĩ rằng tôi đã trưởng thành hơn một chút và tôi hi vọng điều đó sẽ ảnh hưởng đến album của tôi.

### Các bản demo MySpace
Trước khi phát hành album, Allen đã đăng một số demo trên trang MySpace của cô. Hai ca khúc đầu tiên xuất hiện là "I Could Say" và "I Don't Know" vào 20 tháng 3 năm 2008, và ca khúc thứ hai sau này đã được đổi tên và phát hành làm đĩa đơn mở đầu cho album, "The Fear". Dựa trên hai demo đầu tiên, Digital Spy mô tả hướng đi nghệ thuật của cô là trưởng thành hơn, có suy nghĩ hơn và điện tử hơn.
Một ca khúc thứ ba từng gặp những nghi ngại về nhắc đến một vấn đề chính trị đã được đăng sau đó, với tựa đề "Guess Who Batman" và sau đó "Get With the Brogram", cuối cùng là "GWB". Do những cái tên đều có cùng những chữ cái viết hoa như George W. Bush, ca khúc được cho là sự phản đối của Allen về chính sách chiến tranh của ông. Tuy vậy, Allen đã viết, "Bài hát này không tấn công trực tiếp đến ai, nó nguyên gốc chỉ viết về BNP ở Anh nhưng sau đó tôi cảm thấy chuyện này có liên quan đến nhiều việc khác ở khắp nơi. Chúng ta là giới trẻ, chúng ta có thể làm nguội tương lai của chúng ta, nó đến với chúng ta." Ca khúc đã được đổi tên thành "Fuck You" ở phiên bản album.
Ca khúc thứ tư được Allen đăng lên trang MySpace có tên "Who'd of Known", cô chú thích rằng ca khúc này đã được thu âm cho album nhưng sẽ không có mặt do vấn đề về bản quyền, khi phần điệp khúc của bài hát có phần nhạc tương tự với bài hát "Shine" của Take That. Tuy nhiên, sau đó Take That đã đồng ý cho Allen phát hành ca khúc cho album (nay tiêu đề ca khúc đã được sửa lỗi ngữ pháp thành "Who'd Have Known").
Ngày 2 tháng 2, Allen đã tải tất cả 12 track từ album này lên trang cá nhân MySpace của mình và cho phép mọi người có thể nghe.

## Phát hành
Tháng 5 năm 2008, Allen nói với tờ The Sunday Mirror rằng album đã sắp hoàn thành và cô sắp thực hiện một chuyến lưu diễn quy mô lớn. Tháng 8 năm 2008, giải thích về sự chậm trễ của việc phát hành album, Allen đổ lỗi cho công ty thu âm của cô EMI/Parlophone. Ngày 15 tháng 9, cố thông báo qua trang blog MySpace của mình rằng album sẽ được phát hành vào ngày 9 tháng 2 năm 2009.
Về tiêu đề của bài hát, tháng 7 năm 2008, tiêu đề của album được xác nhận là Stuck on the Naughty Step. Ngày 7 tháng 10, tại Broadcast Music Incorporated Awards, Allen thông báo rằng tựa đề đã được đổi thành It's Not Me, It's You, do "không thích sự dài dòng của tên gốc".
Ngày 19 tháng 12, những đoạn nhạc mẫu quảng cáo từ 12 track của album đã được gửi đi trên rất nhiều blog và cửa hàng trực tuyến để xem xét nhận xét cho việc phát hành sắp tới của album.
Album đã được phát hành dạng số ở Anh ngày 8 tháng 2, ngay trước thời điểm phát hành chính thức dạng đĩa. Ở Anh, It's Not Me, It's You đã bán được 112.568 bản và ngay lập tức tiến đến vị trí #1. Ở Hoa Kỳ, album đã lọt vào Billboard 200 ngay ở vị trí số 5 với doanh số 70.000 bản trong tuần đầu tiên.
Tại Pháp, ca khúc có mặt trong French Albums Chart tại #11 với 5.953 bản bán được. Ở Canada, nó xuất hiện ngay ở vị trí quán quân trên Canadian Albums Chart với 8.500 bản bán được. Tại đây, ca khúc đã đạt chứng nhận Vàng với 40.000 bản bán được tính đến tháng 2 năm 2010.

## Lưu diễn
Năm 2009, Allen đã có tổng cộng 81 show diễn quốc tế để quảng cáo cho It's Not Me, It's You.

## Đĩa đơn
- "The Fear": Allen đã thông báo trên trang MySpace của cô là "The Fear" đã được chọn làm đĩa đơn mở đầu. Ca khúc được hát lần đầu trong The Scott Mills Show ngày 1 tháng 12 năm 2008. Video âm nhạc chính thức cho ca khúc được phát lần dầu ngày 4 tháng 12 trên Channel 4, nhưng nó đã bị rò rỉ trước ngày phát hành và đã được tải lên YouTube 2 giờ trước khi được phát chính thức[21] và trong khoảng thời gian này đã có khoảng 200 lượt xem. Nó đã được phát hành trên iTunes châu Âu ngày 4 tháng 12.
- "Not Fair" đã phát hành ngày 20 tháng 3 qua download số và ngày 16 tháng 5 dưới dạng đĩa CD. "Not Fair" đã được chơi bởi DJ Ken Bruce trên BBC Radio 2 ngày trước khi album phát hành, được chỉnh sửa đến mức chỉ dài 2:04, xoá đi câu "Oh I lie here in the wet patch in the middle of the bed, I'm feeling pretty damn hard done by, I've spent ages giving head".
- "Fuck You": "Fuck You" đã được phát hành làm đĩa đơn thứ ba từ album ngày 19 tháng 5 năm 2009. Nó đã được phát hành trên iTunes Úc ngày 22 tháng 4 nhưng là phiên bản sạch, khác với bản trên EP "The Fear" và bản trên album. Ca khúc đã được chơi nhiều lần trên các đài phát thanh ở Úc, Nova và Triple J. Ở Hà Lan, ca khúc được phát hành làm đĩa đơn thứ hai.
- "22" đã được phát hành làm đĩa đơn chính thức thứ tư của album ngày 14 tháng 7 năm 2009. Trước đó ngày 31 tháng 5, Allen đã khẳng định điều này qua trang Twitter của cô. Video được phát hành ngày 11 tháng 7 năm 2009.
- "Who'd Have Known" là đĩa đơn thứ năm (thứ tư ở Anh) và là đĩa đơn chính thức cuối cùng từ album, phát hành 23 tháng 11 năm 2009. Ở Hoa Kỳ, nó được phát hành ngày 1 tháng 12 năm 2009.
- "Back to the Start": Ca khúc đã được chơi trên nhiều sóng phát thanh ở Úc, xếp hạng trong các bảng xếp hạng đếm ngược mỗi tối và được coi là đĩa đơn thứ năm ở Úc.[22] Nó đạt vị trí 21 trên Australian Airplay Chart.[23]

### Bài hát khác
- "Womanizer": Ngày 13 tháng 12 năm 2008 Allen tiết lộ cô đã cover đĩa đơn hit Womanizer của Britney Spears. Khi được hỏi, cô nói rằng cô chỉ thu âm nó với các nhà sản xuất cho vui và "nó thực sự tuyệt vời".[24] Ca khúc không có mặt trong It's Not Me, It's You nhưng đã có mặt ở EP F.U.E.P. trên iTunes.
- "Everyone's at It" đã được mong làm đĩa đơn đầu tiên từ album nhưng sau đó "The Fear" đã được chọn. Ca khúc đã được phát hành trên radio ở Úc và là đĩa đơn thứ hai ở đây.
- "Chinese": Một ca khúc hợp xướng thể hiện bởi Capital Children's Choir là để dành tặng Allen từ người lập ra dàn hợp xướng này Rachel Santesso, người thầy dạy nhạc – người bạn của Allen năm cô 11 tuổi.[25] Đài truyền thanh Nova ở Úc đã chơi ca khúc này.[26]

## Danh sách bài hát
| Bản chuẩn | Bản chuẩn            | Bản chuẩn                                                                              | Bản chuẩn  |
| STT       | Nhan đề              | Sáng tác                                                                               | Thời lượng |
| --------- | -------------------- | -------------------------------------------------------------------------------------- | ---------- |
| 1.        | "Everyone's at It"   | Lily Allen, Greg Kurstin                                                               | 4:38       |
| 2.        | "The Fear"           | Allen, Kurstin                                                                         | 3:27       |
| 3.        | "Not Fair"           | Allen, Kurstin                                                                         | 3:21       |
| 4.        | "22"                 | Allen, Kurstin                                                                         | 3:06       |
| 5.        | "I Could Say"        | Allen, Kurstin                                                                         | 4:04       |
| 6.        | "Back to the Start"  | Allen, Kurstin                                                                         | 4:14       |
| 7.        | "Never Gonna Happen" | Allen, Kurstin                                                                         | 3:27       |
| 8.        | "Fuck You"           | Allen, Kurstin                                                                         | 3:43       |
| 9.        | "Who'd Have Known"   | Allen, Gary Barlow, Howard Donald, Greg Kurstin, Jason Orange, Mark Owen, Steve Robson | 3:50       |
| 10.       | "Chinese"            | Allen, Kurstin                                                                         | 3:28       |
| 11.       | "Him"                | Allen, Kurstin                                                                         | 3:18       |
| 12.       | "He Wasn't There"    | Allen, Kurstin                                                                         | 2:51       |

| Bonus track bản Đức và Nhật | Bonus track bản Đức và Nhật | Bonus track bản Đức và Nhật |
| STT                         | Nhan đề                     | Thời lượng                  |
| --------------------------- | --------------------------- | --------------------------- |
| 13.                         | "Kabul Shit"                | 3:45                        |
| 14.                         | "Fag Hag"                   | 2:57                        |

| Bonus track bản Đức | Bonus track bản Đức           | Bonus track bản Đức |
| STT                 | Nhan đề                       | Thời lượng          |
| ------------------- | ----------------------------- | ------------------- |
| 15.                 | "The Fear (Acoustic)"         | 3:27                |
| 16.                 | "He Wasn't There (Acoustic)"  | 2:59                |
| 17.                 | "Who'd Have Known (Acoustic)" | 3:49                |

| Bonus track bản đặc biệt | Bonus track bản đặc biệt                     | Bonus track bản đặc biệt |
| STT                      | Nhan đề                                      | Thời lượng               |
| ------------------------ | -------------------------------------------- | ------------------------ |
| 13.                      | "The Fear (Acoustic)"                        | 3:28                     |
| 14.                      | "22 (Acoustic)"                              | 3:08                     |
| 15.                      | "Who'd Have Known (Acoustic)"                | 3:58                     |
| 16.                      | "He Wasn't There (Acoustic)"                 | 2:57                     |
| 17.                      | "I Could Say (Acoustic)"                     | 3:57                     |
| 18.                      | "Womanizer (Acoustic)"                       | 3:33                     |
| 19.                      | "Mr. Blue Sky"                               | 3:42                     |
| 20.                      | "The Count (aka Hervé) & Lily Face The Fear" | 4:21                     |
| 21.                      | "Not Fair (Style Of Eye Remix)"              | 6:18                     |

| Enhanced CD | Enhanced CD                          | Enhanced CD |
| STT         | Nhan đề                              | Thời lượng  |
| ----------- | ------------------------------------ | ----------- |
| 1.          | "22 (Acoustic) (Enhanced CD)"        | 3:07        |
| 2.          | "The Fear (Video) (Enhanced CD)"     | 3:27        |
| 3.          | "Making Of "The Fear" (Enhanced CD)" |             |
| 4.          | "Lily Allen Interview (Enhanced CD)" |             |
| 5.          | "Escape "The Fear" (Enhanced CD)"    |             |
| 6.          | "Album Remix Stem (Enhanced CD)"     |             |

| DVD bản đặc biệt | DVD bản đặc biệt          | DVD bản đặc biệt |
| STT              | Nhan đề                   | Thời lượng       |
| ---------------- | ------------------------- | ---------------- |
| 1.               | "Everyone's At It" (Live) |                  |
| 2.               | "LDN/Dance Wiv Me" (Live) |                  |
| 3.               | "Not Fair" (Live)         |                  |
| 4.               | "Him" (Live)              |                  |
| 5.               | "He Wasn't There" (Live)  |                  |
| 6.               | "Littlest Things" (Live)  |                  |
| 7.               | "Smile" (Live)            |                  |
| 8.               | "The Fear" (Live)         |                  |
| 9.               | "Interview"               |                  |
| 10.              | "The Fear" (Video)        |                  |
| 11.              | "Not Fair" (Video)        |                  |
| 12.              | "22" (Video)              |                  |
| 13.              | "Fuck You" (Video)        |                  |

## Lịch sử phát hành
| Quốc gia                       | Ngày                |
| ------------------------------ | ------------------- |
| Nhật Bản                       | 4 tháng 2 năm 2009  |
| Ireland                        | 6 tháng 2 năm 2009  |
| Đức                            | 6 tháng 2 năm 2009  |
| Ý                              | 6 tháng 2 năm 2009  |
| Tây Ban Nha                    | 6 tháng 2 năm 2009  |
| Bồ Đào Nha                     |                     |
| Úc                             | 7 tháng 2 năm 2009  |
| Vương quốc Anh (Nhạc số)       | 8 tháng 2 năm 2009  |
| Vương quốc Anh (Dạng đĩa)      | 9 tháng 2 năm 2009  |
| Pháp                           | 9 tháng 2 năm 2009  |
| New Zealand                    | 9 tháng 2 năm 2009  |
| Hà Lan                         | 9 tháng 2 năm 2009  |
| Hoa Kỳ                         | 10 tháng 2 năm 2009 |
| Canada                         | 10 tháng 2 năm 2009 |
| Phần Lan                       | 11 tháng 2 năm 2009 |
| Brasil (Bản chuẩn và đặc biệt) | 19 tháng 2 năm 2009 |
| Mỹ Latinh                      | 21 tháng 2 năm 2009 |

## Xếp hạng, doanh số và kế vị
Album đã đạt vị trí quán quân ở 3 quốc gia, lọt vào top 20 ở 18 quốc gia và đã bán được 2,6 triệu bản trên toàn thế giới cho đến nay.
| Bảng xếp hạng                       | Vị trí xếp hạng |
| ----------------------------------- | --------------- |
| Australian Albums Chart             | 1               |
| Austrian Albums Chart               | 21              |
| Belgian (Flanders) Albums Chart     | 5               |
| Belgian (Wallonia) Albums Chart     | 22              |
| Canadian Albums Chart               | 1               |
| Croatian International Albums Chart | 36              |
| Czech Republic Albums Chart         | 11              |
| Dutch Albums Chart                  | 17              |
| Estonian Albums Chart               | 8               |
| European Albums Chart               | 20              |
| Finnish Albums Chart                | 11              |
| French Albums Chart                 | 11              |
| German Albums Chart                 | 17              |
| Greek Albums Chart                  | 4               |
| Irish Albums Chart                  | 3               |
| Italian Albums Chart                | 41              |
| Mexican Albums Chart                | 50              |
| New Zealand Albums Chart            | 9               |
| Norwegian Albums Chart              | 26              |
| Spanish Albums Chart                | 93              |
| Swedish Albums Chart                | 14              |
| Swiss Albums Chart                  | 6               |
| UK Albums Chart                     | 1               |
| U.S. Billboard 200                  | 5               |

| Quốc gia       | Chứng nhận  | Doanh số   |
| -------------- | ----------- | ---------- |
| Úc             | 4× Bạch kim | 280.000+   |
| Bỉ             | Bạch kim    | 30.000+    |
| Canada         | Vàng        | 40.000+    |
| Châu Âu        | Bạch kim    | 1.000.000+ |
| Ireland        | 2× Bạch kim | 30.000+    |
| Pháp           | Vàng        | 87.900     |
| New Zealand    | Bạch kim    | 15.000+    |
| Hà Lan         | Vàng        | 15.000+    |
| Vương quốc Anh | 3× Bạch kim | 900.000+   |

| Bảng xếp hạng                   | Vị trí |
| ------------------------------- | ------ |
| Australian Albums Chart         | 5      |
| Belgian (Wallonia) Albums Chart | 71     |
| French Albums Chart             | 66     |
| Swiss Albums Chart              | 50     |
| UK Albums Chart                 | 8      |
| US Billboard 200                | 148    |